# Kampenwandhütte
Die Kampenwandhütte ist eine Selbstversorgerhütte der Sektion München des Deutschen Alpenvereins (DAV). Sie liegt auf der Kampenwand und ist ausschließlich für Mitglieder der Sektion München und der Sektion Oberland zugänglich.

## Geschichte
Vom Reichsrat Baron Theodor von Cramer-Klett auf Schloss Hohenaschau wurde 1878 die Kampenwandhütte als Jagdhütte errichtet, um dort nach der Jagd eine Unterkunft zu haben. Der Verein „Alpine Gesellschaft Ruchenköpfler e.V.“ erwarb 1912 die Kampenwandhütte, renovierte sie und betrieb sie, bis ein großer Sturm 1919 das Dach abhob. Für ein neues Dach reichte das Geld damals nicht. Man verkaufte die Hütte im selben Jahr an die Sektion München des Deutschen und Österreichische Alpenvereins. Diese erneuerten das Dach, setzten auch sonst wieder einiges instand und am 8. August 1920 wurde die Hütte von der Sektion München als Selbstversorgerhütte für die Mitglieder eingeweiht. 1992 bis 1996 wurde die Hütte gründlich renoviert.

## Lage
Die Hütte liegt auf einer Kammhöhe unterhalb des Westgipfels der Kampenwand und offenbart einen herrlichen Ausblick auf den Chiemsee. Von der Hütte sind, bei guten Verhältnissen, die Tuxer und Zillertaler Alpen, die Hohen Tauern und das Kaisergebirge zu sehen.

## Zustieg
- Kampenwandbahn: Wanderparkplatz[3]

## Nachbarhütten
- Steinlingalm 15 Min.
- Schlechtenbergalm 40 Min

## Gipfel
- Kampenwand Ostgipfel 30 Min
- Kampenwand Hauptgipfel 30 Min.

## Karten
- Alpenvereinskarte BY17 Chiemgauer Alpen West (1:25.000)[4]